# Dan Beery
Dan Beery (4 gennaio 1975) è un ex canottiere statunitense.

## Palmarès

### Olimpiadi
- 1 medaglia:
  - 1 oro (Atene 2004 nell'otto)

### Mondiali
- 4 medaglie:
  - 3 ori (Milano 2003 nel due con; Kaizu 2005 nell'otto; Monaco di Baviera nel quattro con)
  - 1 argento (Siviglia 2002 nel due con)

### Giochi panamericani
- 1 medaglia:
  - 1 oro (Rio de Janeiro 2007 nell'otto)